# Lait UHT
Le lait UHT est un lait de longue conservation, stérilisé par upérisation à hautes températures.

## Ultra Haute Température
La technique UHT (« upérisation à haute température » ou, par influence de l'acronyme anglais, « Ultra-High temperature » ) est obtenue en portant très rapidement un liquide entre 135 et 150 °C, pendant plusieurs secondes, puis en le refroidissant tout aussi rapidement (le terme « upérisation » est une contraction de « ultra-pasteurisation »).
Le procédé, qui est une sorte de stérilisation, tue tous les micro-organismes et inactive les enzymes éventuellement[réf. nécessaire] présentes.
La très courte durée de l'upérisation, par rapport aux autres procédés comme la pasteurisation, a pour but de n'altérer que faiblement des qualités considérées comme essentielles, en fonction du produit.
À la suite du traitement, le produit est généralement conditionné hermétiquement pour en garder la stérilisation.

## Application au lait
Le lait UHT est obtenu par upérisation du lait à une température supérieure à 135 °C pendant 2 à 5 secondes. La stérilisation est souvent suivie immédiatement par son conditionnement aseptique dans une machine spéciale qui forme la feuille d'emballage multicouche tout d'abord en cylindre rempli en continu, les parallélépipèdes étant découpés et formés en fin de processus.

### Effets sur le lait
L'upérisation :
- stérilise le lait ;
- inactive la plus grande partie des enzymes présentes ;
- altère faiblement la valeur nutritive du lait, qui se produit essentiellement par dénaturation partielle des protéines solubles comme l'alpha-lactalbumine et la bêta-lactoglobuline[5] ;
- altère modérément le goût[6].

### Propriétés du lait UHT
Certaines enzymes résistantes à la chaleur, en particulier des lipases et protéases produites antérieurement par des souches de Pseudomonas psychrotrophes, demeurent actives, et la qualité du lait diminue au cours du temps, après quoi celui-ci peut prendre un goût amer (rancissement), tourner ou se gélifier. De plus, les micelles protéiques et globules de gras se déposent progressivement sur l'emballage[réf. nécessaire].
Le goût du lait UHT est assez peu modifié par rapport au produit initial. Comme le lait UHT est également homogénéisé, les globules de gras sont plus petits, ce qui pourrait les rendre plus digestes[réf. nécessaire].
Une fois l'emballage ouvert, le lait se conserve comme du lait pasteurisé, soit environ une semaine à une température de 4 °C.

### Exigences réglementaires
Le lait UHT est un lait stérilisé qui porte une DDM (Date de durabilité minimale). En France, la date indiquée sur la brique est réglementairement de trois mois après l'emballage, bien qu'il puisse se garder plus longtemps. 
La réglementation européenne qui s'applique est le Règlement 853/2004, qui fait partie du Paquet Hygiène.
Du point de vue de l'étiquetage, le lait UHT doit respecter l'ensemble de la réglementation, en particulier le Règlement 1169/2011. La dénomination « lait » sans indication de l'espèce animale de provenance, est réservée au lait de vache. 
L'industrie laitière maintient généralement, comme pour le lait pasteurisé, une identification visuelle sur la couleur de l'emballage[réf. nécessaire], sans cependant être harmonisée dans l'Union européenne. Une dominante rouge correspond au lait entier, une dominante bleue au lait demi-écrémé et une dominante verte au lait écrémé.